# Дайтьи
Да́йтьи (санскр. दैत्‍य) в индуизме — раса великанов, которые наряду с данавами были противниками девов, сражавшимися с ними из-за зависти. Дайтьи были асурами, детьми Дити и мудреца Кашьяпы. Наиболее известными героями индуистской литературы, принадлежавшими к роду дайтьев, были Бали, Хираньякашипу и Хираньякша.